# Gerhard von Kügelgen

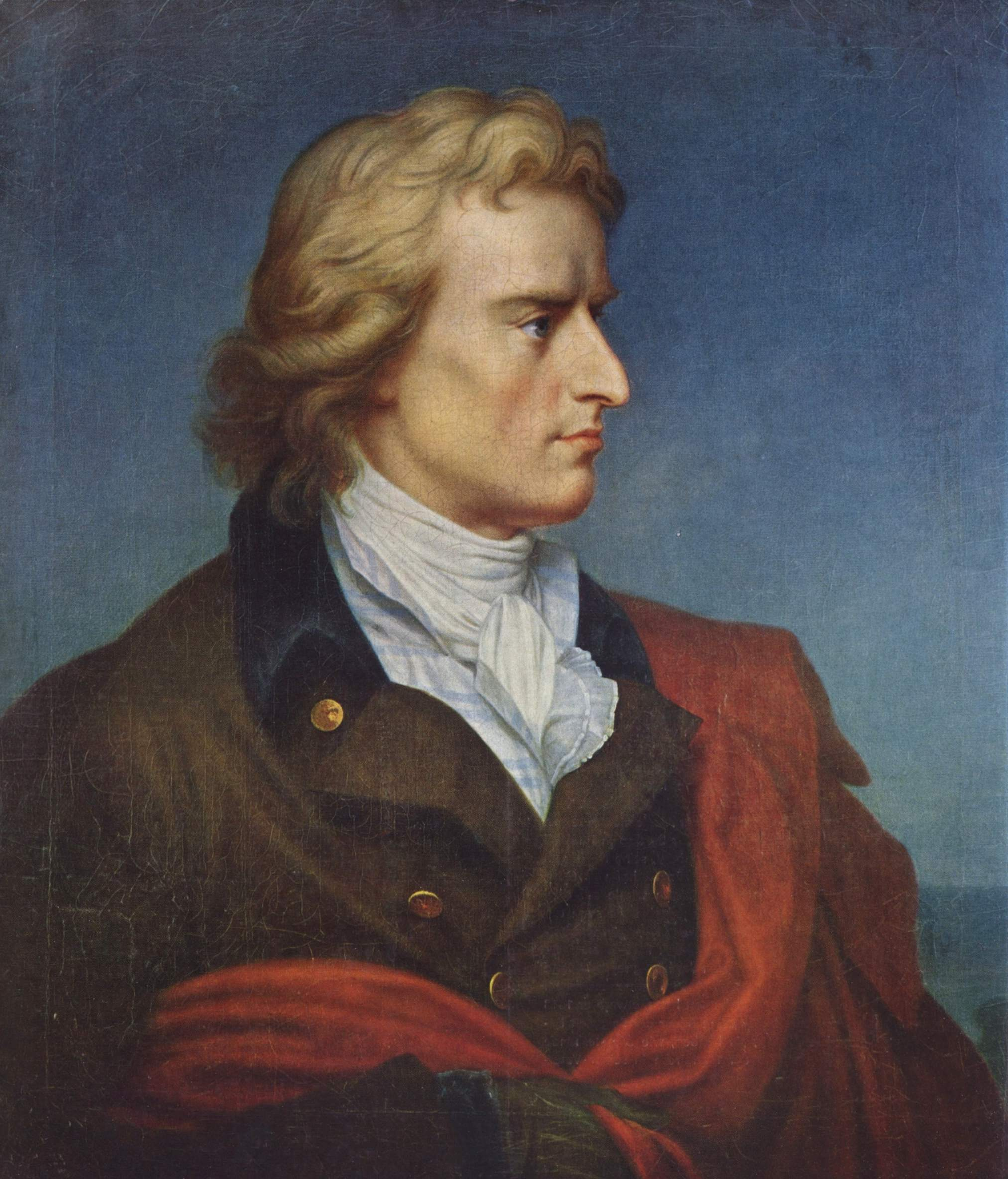
Portret Schillera pędzla Gerharda von Kügelgena

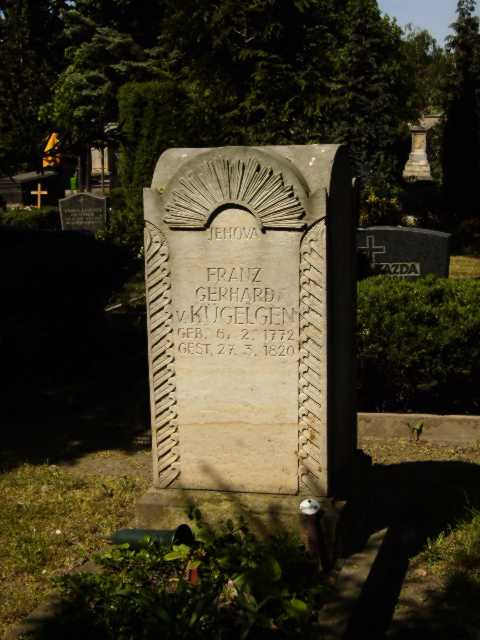
Grób Gerharda von Kügelgena na Starym Cmentarzu Katolickim w Dreźnie

Franz Gerhard von Kügelgen (ur. 6 lutego 1772 w Bacharach nad Renem, zm. 27 marca 1820 w Dreźnie) – niemiecki malarz. Malował portrety i obrazy historyczne. Profesor Akademii Sztuk w Dreźnie i członek Pruskiej oraz Rosyjskiej Akademii Sztuki. Brat bliźniak Karla von Kügelgena, także malarza. Mistrz Caspara Davida Friedricha.
Gerhard von Kügelgen ukończył szkołę w 1789 w Bonn, po czym rozpoczął studia malarskie w Koblencji. Na początku 1791 pracował w Bonn, gdzie namalował portrety Elektora Maksymiliana Franciszka Habsburga, ministra Ferdynanda Augusta von Spiegela z Desenbergu i hrabiego Waldsteina. Później bracia von Kügelgen odbyli finansowaną przez Maksymiliana Franciszka Habsburga
podróż do Rzymu i Monachium.
Następnie za radą swojego przyjaciela Johanna Georga Schwartza z Rygi udał się wraz z bratem do rosyjskich guberni nadbałtyckich. Gerhard został nauczycielem rysunku w dobrach na terenie dzisiejszej Estonii. Tam poznał Helenę Marię Zoege von Manteuffel (1774-1842). Jej ojciec wyraził zgodę na małżeństwo dopiero po podjęciu przez Gerharda stałej pracy, konwersji na wiarę ewangelicką i rozpoczęciu starań o tytuł szlachecki (uzyskał go w 1802). Ślub miał miejsce w 1800. Z małżeństwa pochodziło troje dzieci. Jego pierwszy syn Wilhelm urodził się w Sankt Petersburgu w 1802 i także został malarzem. Pozostałe dzieci to Gerhard (ur. 1806) i Adelheida (ur. 1808). W 1807 jego brat poślubił siostrę jego żony.
Podczas swojej kariery von Kügelgen namalował wiele portetów, m.in. swojego ucznia Caspara Friedricha, Johanna Wolfganga Goethego, Augusta von Kotzebuego, Friedricha Schillera, Johanna Gottfrieda Seumego, Ludwiga Uhlanda, Friedricha Wernera czy Christopha Wielanda oraz innych pisarzy, artystów i uczonych tych czasów. Po przeprowadzce do Drezna jego willa Gottessegen, położona w dzielnicy Loschwitz, stała się miejscem spotkań artystów, zwolenników oraz prekursorów wczesnego romantyzmu. Obecnie w jego domu zwanym Kügelgen-Haus znajduje się Muzeum Drezdeńskiego Wczesnego Romantyzmu (niem. Museum der Dresdner Frühromantik).
W 1820 von Kügelgen został zamordowany, gdy jechał ze swojego atelier w Loschwitz do Drezna, przez rabusia – żołnierza Johanna Gottfrieda Kaltofena. Pochowany został na Starym Cmentarzu Katolickim w Dreźnie. W kościele w Loschwitz znajduje się wmurowana tablica na cześć jego i jego syna.
Nazwiskiem malarza została nazwana planetoida (11313) Kügelgen.